# Евангельские христиане (прохановцы)

Евангельские христиане-прохановцы читают журнал «Христианин»

Ева́нгельские христиа́не (пашко́вцы, проха́новцы) — религиозное движение протестантского христианства, первоначально внеконфессиональное, в дальнейшем — близкое к баптизму (по мнению ряда экспертов — вариация баптизма). Получило распространение в России в конце XIX — первой половине XX века. В 1944 году церкви евангельских христиан и баптистов вошли в один союз (ВСЕХБ), образовав единую конфессию евангельских христиан-баптистов. В 1990-е годы небольшая часть евангельских христиан вышла из союза, восстановив самостоятельные структуры.

## Название
По именам лидеров участники движения в разное время неофициально именовались «редстокистами», затем — «пашковцами», позднее — «прохановцами».
Определённую сложность представляет самоопределение «евангельские христиане», которое не следует путать с аналогичным по звучанию термином, означающим группу родственных конфессий евангелического направления (евангеликов). Некоторые из этих конфессий не имеют прямого отношения к прохановцам, зато имеют с ними существенные расхождения в богословии и церковной практике. Например, общины пятидесятников, существовавшие в России с 1910-х годов, не пытались слиться с прохановцами и именовали себя «христиане евангельской веры» или «христиане веры евангельской», чтобы отличаться от них.

## История

### XIX век: Петербургское пробуждение
Зарождение евангельского движения XIX века в Санкт-Петербурге и на северо-западе Российской империи было вызвано, в первую очередь, не деятельностью иностранных миссионеров, но неудовлетворённостью части аристократии формализмом официальной религии, нередко имевшего место в церковной жизни, особенно высших слоёв общества. Собственным исканиям способствовала деятельность английского миссионера лорда Редстока, приглашённого генеральшей Е. И. Чертковой в Петербург в 1874 году, после посещения его проповедей в одну из заграничных поездок. Его первые евангельские проповеди на английском и французском языке проходили в аристократических особняках и загородных поместьях. Он пробыл в России около четырёх лет и в 1878 за миссионерство был выслан властями.
В результате его проповедей уверовали ряд высших аристократов Петербурга: церемониймейстер царского двора граф Модест Корф, отставной полковник гвардии граф Василий Пашков, министр путей сообщения граф Алексей Бобринский, великосветские дамы княгини Вера Гагарина и Наталья Ливен, генеральша Елизавета Черткова.
Лидером общины стал Василий Александрович Пашков, Редстока заменил швейцарский пастор Отто Штокмайер. В деятельности движения принимал участие также ученик Редстока, проповедник, доктор Ф. В. Бедекер.
В 1878 году появились общины С. В. Васильева и графини Е. И. Шуваловой в Москве, затем миссионерская деятельность охватила Московскую, Тверскую, Тульскую, Нижегородскую, Псковскую и другие центральные губернии России.
1 апреля 1884 года по инициативе Пашкова был созван I объединительный съезд евангельских христиан, куда были приглашены и прибыли также представители баптистов, штундизма, братских меннонитов и молокан-захаровцев (всего около 100 участников). Мероприятие было прервано полицией 6 апреля, многих делегатов арестовали, хотя позднее обвинения были сняты. От Пашкова и Корфа потребовали прекратить проповедь в любой форме, после отказа они были высланы из страны.
Евангельские и баптистские общины были юридически признаны государством в 1879 году «Маковским циркуляром», что позволило верующим узаконить церковные браки, рождение детей и наследование.
Духовные устремления и финансовые возможности членов движения способствовали тому, что с самого начала они стали уделять серьёзное внимание просветительской и благотворительной работе: оказанию помощи заключённым, созданию рабочих мест для нуждающихся женщин, открытию дешёвых столовых для студентов и рабочих, в Петербурге появился детский дом для всех вероисповеданий. Стал издаваться журнал «Русский рабочий». Было официально учреждено «Общество поощрения духовно-нравственного чтения», за период 1876—1884 годов издавшее 200 наименований литературы, включая творения отцов Древней Церкви (которые распространялись бесплатно или по низкой цене). В 1882 году на средства Пашкова Британское библейское общество напечатало несколько тысяч экземпляров русской Синодальной Библии.

### Деятельность Проханова

10-й Всесоюзный съезд евангельских христиан в Ленинграде 1926 год

Тем не менее, общины пашковцев продолжали существовать и новый этап развития движения связан с именем Ивана Проханова, крещенного в 1886 году в баптистской общине Владикавказа. Проханов прибыл в Петербург (для учёбы в Технологическом институте) в 1888 году. В 1895 году, во время усиления государственных мер принуждения религиозного характера, Проханов вынужден выехать за границу, откуда, получив богословское образование, возвращается в Санкт-Петербург в 1901 году и приступает к активной проповеднической и издательской деятельности. Тем временем в пашковской общине стали происходить серьёзные изменения, например, к 1902 году было принято решение не принимать в церковь без крещения (что ранее было вполне допустимо). Однако в целом пашковское движение на протяжении ещё нескольких лет допускало разномыслия в этом вопросе. Были общины, которые не определились, а Московская община, напротив, в 1913 году приняла догматический документ, подтверждающий приемлемость крещения детей.
В 1909 году в России в Санкт-Петербурге был проведён Первый съезд евангельских христиан, а в 1911 году — Второй, на котором был учрежден Всероссийский союз евангельских христиан (ВСЕХ) председателем которого стал Иван Проханов. На том же съезде было принято составленное Прохановым Вероучение евангельских христиан, являющееся вариацией баптистского вероучения. В частности, «прохановское» вероучение декларировало недействительность крещения по отношению к детям.
На Втором Всемирном конгрессе баптистов в 1911 году ВСЕХ вошёл во Всемирный баптистский альянс, а Проханов был избран одним из шести вице-президентов этого международного объединения.
В годы Первой мировой войны возобновились преследования евангельских христиан со стороны государственной власти, которые прекратились с победой Февральской революции 1917 года. Руководством ВСЕХ был взят курс на общественно-политическую активность, в частности, учреждена христианско-демократическая партия «Воскресение».
Важным направлением деятельности ВСЕХ стала организация сельскохозяйственных коммун, некоторые из которых продолжали своё существование до конца 1920-х годов. Велись переговоры с органами советской власти об основании евангельскими христианами крупного поселения в азиатской части страны, которое планировалось назвать городом Евангельском.

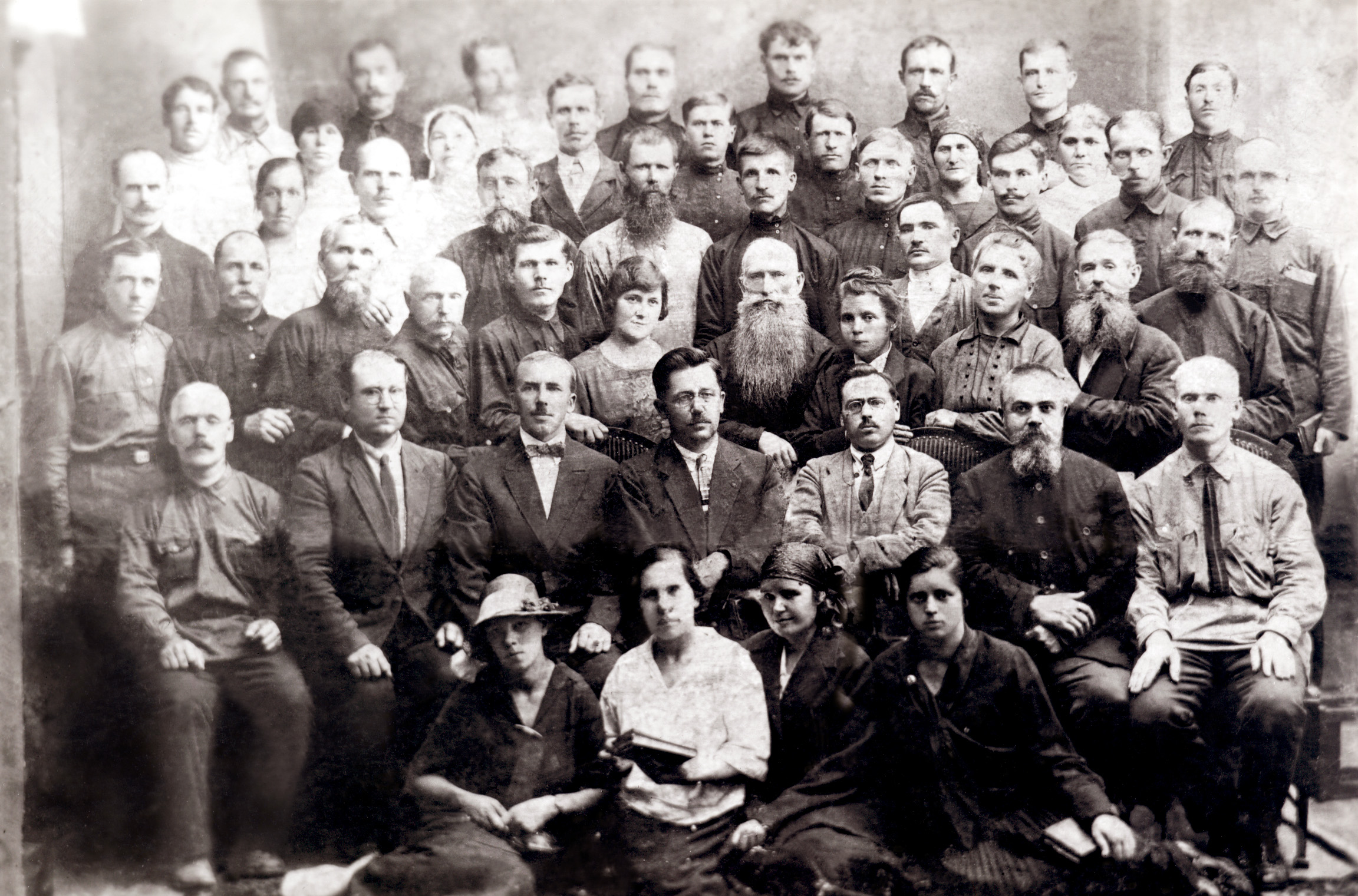
Пятый дальневосточный съезд евангельских христиан, прошедший во Владивостоке в 1926 году.

Тем не менее, уже в 1928 году общественная активность союза была под давлением властей практически полностью свёрнута, а его руководитель Иван Проханов был вынужден эмигрировать.

### Советский период

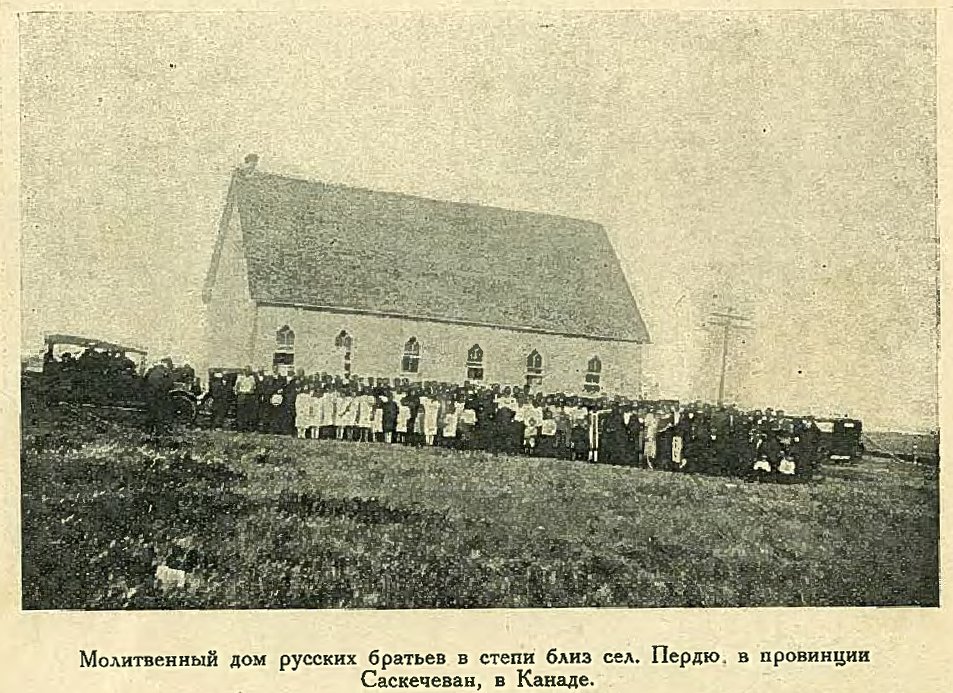
Община евангельских христиан-прохановцев в Канаде на фоне своего дома молитвы. Община основана христианином Егоровым, покинувшим Россию около 1901 года после отбытия многолетней ссылки в Сибири

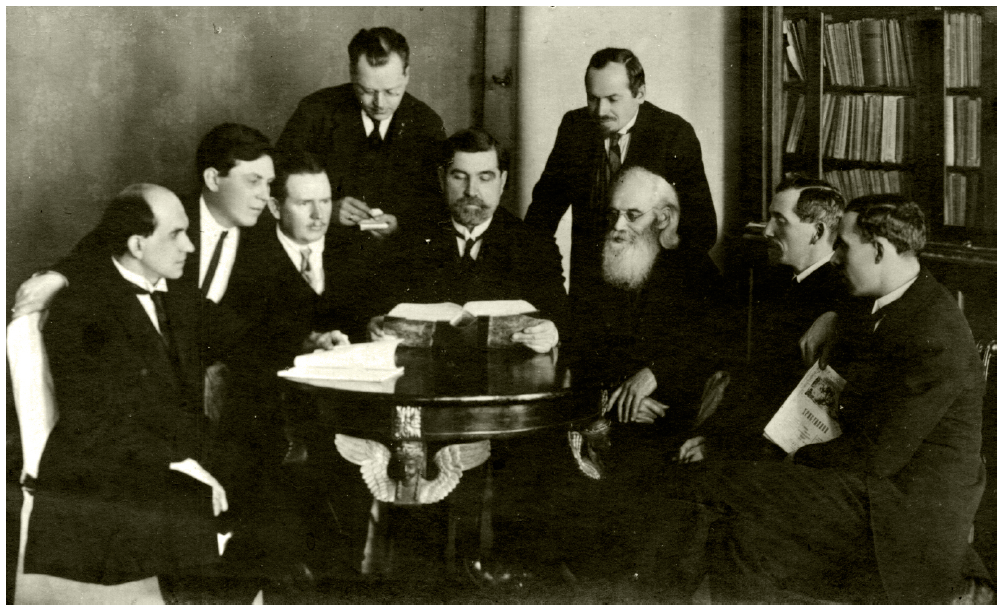
Совет Всесоюзного совета евангельских христиан (прохановцев). Около 1927 года. В центре — Иван Проханов, справа от него — Иван Каргель. Крайний слева — Александр Карев.

В период 1930-х годов и до начала Второй мировой войны евангельские христиане подвергались репрессиям, многие члены ВСЕХ были осуждены к различным срокам лишения свободы, вследствие чего данный орган функционировал нерегулярно, хотя и не был распущен. После ликвидации в 1935 году Союза баптистов, часть его членов вошла в состав ВСЕХ, а в 1942 году ряд баптистских руководителей официально обратились к руководству евангельских христиан с просьбой взять сохранившиеся общины баптистов под свою опеку.
В октябре 1944 года на совещании представителей обеих церквей было принято решение об объединении, урегулировании спорных вопросов и формировании Всесоюзного совета евангельских христиан и баптистов. В дальнейшем евангельские христиане в СССР организационно входили в общие с баптистами структуры и, по сути, представляли собой одну конфессию.

## Современность
Ряд организаций или движений в той или иной мере претендуют на преемство движения евангельских христиан конца XIX — первой половины XX века. Например, 1 августа 1992 года в Москве на съезде представителей церквей было объявлено о восстановлении Союза церквей евангельских христиан (СЦЕХ). Тем не менее, большинство общин, до 1944 года принадлежавших к ВСЕХ, остались в общих с баптистами объединениях.
В последующие годы, в разных регионах России, а также и в других странах СНГ, формировались отдельные общины и централизованные объединения евангельских христиан, претендовавшие на духовное преемство от ВСЕХ.
В ходе проведения в апреле 2009 года в г. Москве конгресса, посвященного столетнему юбилею движения евангельских христиан в России, было официально объявлено об образовании на базе ряда таких объединений и автономных церквей Всероссийского содружества евангельских христиан (ВСЕХ), председателем совета которого избран В. П. Тен, секретарем — А. Т. Семченко.
Перед подготовкой Второго конгресса ВСЕХ, прошедшего в апреле 2011 года в Москве, состав членов совета Всероссийского содружества евангельских христиан расширился новыми участниками, а новым председателем Совета избран П. Н. Колесников.

## Богословие
В XIX веке, в начальной стадии своего формирования, богословие евангельских христиан не было строго конфессиональным. Петербургские аристократы длительное время не порывали связей с православной церковью, надеясь реформировать её изнутри, и были не столь критичны к ней в сравнении с иными протестантами. Общины пашковцев не были абсолютно однородны в богословском отношении: часть рассматривали себя свободной евангельской церковью (т.е. не связанной организационно с определённой протестантской конфессией), родственной плимутским братьям, а другие тяготели к баптистскому богословию с установкой на организацию церкви с более выраженной иерархией и детальной догматикой.
С 1910-х годов, когда движение сформировало своё богословие в официальные документы веры (вероучения Проханова и Каргеля), евангельские христиане придерживались баптистского вероучения, однако имели некоторые непринципиальные отличия от той его версии, которую исповедовали в Союзе русских баптистов. Во-первых, в отличие от русских баптистов, в официальных вероучениях евангельских христиан было зафиксировано арминианство, как у общих баптистов (баптистов-арминиан). Во-вторых, имелись отличия литургического характера. Так, евангельские христиане практиковали открытую Вечерю, к которой допускались все желающие, в то время как баптисты причащались на закрытых Вечерях (допускались только члены баптистских общин).
Роль пресвитеров в общинах евангельских христиан была заметно меньше, чем в общинах баптистов. Даже рукоположению пресвитеров и диаконов евангельские христиане уделяли меньшее внимание. Например, лидер движения Иван Проханов был рукоположён в пресвитеры только в 1924 году в Праге, после чего начали рукополагать и других служителей.  Ещё одно отличие заключалось в отсутствии принятой среди баптистов практики возложения рук служителей на головы крещённых сразу после крещения.

### Вероучения

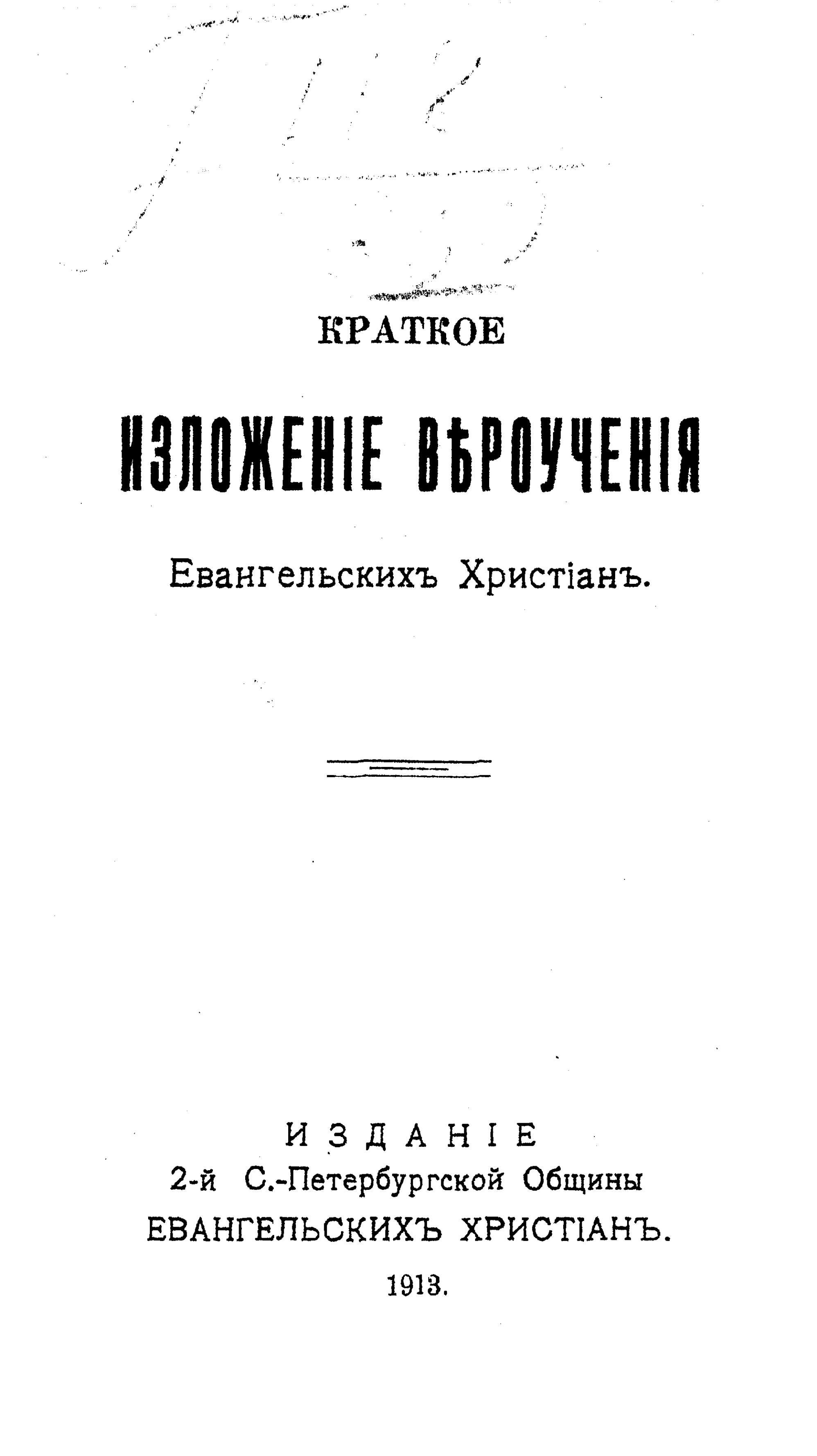
Обложка брошюры с вероучением евангельских христиан, составленным Иваном Каргелем.

Строго сформулированное вероисповедание движения длительное время отсутствовало в виду его внеконфессиональности. Лишь в письме Пашкова от 9 апреля 1880 года к ректору С.-Петербургской духовной академии содержится ряд положений, в частности, об оправдании только верой, покаянии и духовном возрождении.
На Втором Всероссийском съезде евангельских христиан в декабре 1910 года — январе 1911 года (том же съезде, который учредил ВСЕХ) было утверждено официальное вероучение евангельских христиан, составленное Иваном Прохановым. Это вероучение не противоречило общебаптистскому.
Кроме того, в 1913 году было опубликовано вероучение Ивана Каргеля — неофициальное, но авторитетное в среде верующих.

### Самоидентификация
Основатель евангельского движения Гренвилл Редсток был крещён в англиканской церкви и никогда не разрывал с ней связи. Некоторое время Редсток находился под влиянием плимутских братьев. Писатель Николай Лесков, тесно общавшийся с представителями евангельского движения в Санкт-Петербурге, отмечал: «Редсток и сам не основывает никакого отдельного толка, и не требует ничего подобного от своих последователей. … Если и есть, может быть, одно какое-нибудь единоличное исключение, то о нём не стоит и говорить».
Лидер движения «пашковцев» Василий Пашков принял крещение от одного из лидеров плимутских братьев Георга Мюллера. Исследователь Грегори Николс подчеркнул сознательный выбор Пашковым крещения у представителя плимутских братьев, несмотря на «многочисленные связи» с баптистами. «Таким образом Пашков ясно заявил о своем желании, чтобы евангельское движение Санкт-Петербурга оставалось свободным от деноминационализма», — отметил Николс.
Некоторые участники пашковского движения первых десятилетий не порывали формально с православной церковью, не отрицали детокрещения, категорически неприемлемого в баптизме. Несмотря на различия, лидеры евангельских христиан и баптистов с 1880-х годов неоднократно пытались договориться об объединении течений в одну церковь. Временами казалось, что согласие достигнуто, но до 1944 года слияние конфессий каждый раз срывалось.
Известной попыткой такого слияния стал организованный Пашковым и Корфом «объединительный» съезд 1884 года, разогнанный властями (подробнее см. в разделе История/XIX век: Петербургское пробуждение). Вскоре после съезда Пашков и Корф были высланы из страны, а лидером движения стал баптистский пресвитер Иван Каргель. Лично Каргель исповедовал «строгий» баптизм, однако не стремился «загнать» пашковцев в жесткие баптистские догматические рамки.
Следующий лидер движения — Иван Проханов принял баптистскую самоидентификацию. В частности он разработал и добился утверждения на съезде 1910—1911 годов Вероучения, положившего конец разномыслиям относительно необходимости крещения исключительно в сознательной возрасте по твёрдой вере. В Вероучении утверждалось, что перед совершением крещения Церковь обязана удостовериться, что желающий креститься пережил рождение свыше и действует сознательно. В 1913 году Иван Каргель написал ещё одно Вероучение евангельских христиан, также утвердившее обязательность «сознательного» взрослого крещения.
Таким образом было устранено ранее допустимое разномыслие в вопросе, принципиальном для баптистов. Проханов не принимал личного участия во Втором Всемирном конгрессе баптистов в Торонто в 1911 году, однако прислал туда своей реферат «Обзор России», в котором определил евангельских христиан как «искренних баптистов». Это позволило в 1911 году на Всемирном конгрессе баптистов принять Всероссийский союз евангельских христиан в члены Всемирного баптистского альянса, а самому Ивану Проханову — стать вице-президентом Всемирного баптистского альянса.
В 1944 году под нажимом советского правительства евангельские христиане и баптисты объединились в одну конфессию, — евангельских христиан-баптистов, остающейся единой до настоящего времени.

## Организации
- Русский евангельский союз, 1906—1912
- Всероссийский союз евангельских христиан, 1909—1944
- Всемирный союз евангельских христиан, с конца 1920-х

## Периодические издания
- Журнал «Беседа»
- Журнал «Русский рабочий», выходил в 1875—1886 годах
- Журнал «Христианин», выходил в 1905−1928 годах с перерывами, приложения к нему — «Братский листок», «Молодой виноградник», «Детский друг»
- Журнал «Сеятель», выходил в 1907—1913 годах
- Газета «Утренняя Звезда», выходила в 1910—1922 годах с перерывами
- Журнал «Слово и жизнь», выходил в 1921—1922 годах (издание Дальневосточного отдела ВСЕХ)
- Журнал «Евангелист» (издание евангельских христиан на Украине), выходил в 1927 году
- Журнал «Евангельская вера», издавался Всемирным союзом евангельских христиан за границей в 1932—1938 годах
- Журнал «Евангельское слово», издавался Всемирным союзом евангельских христиан за границей в 1962—1966 годах

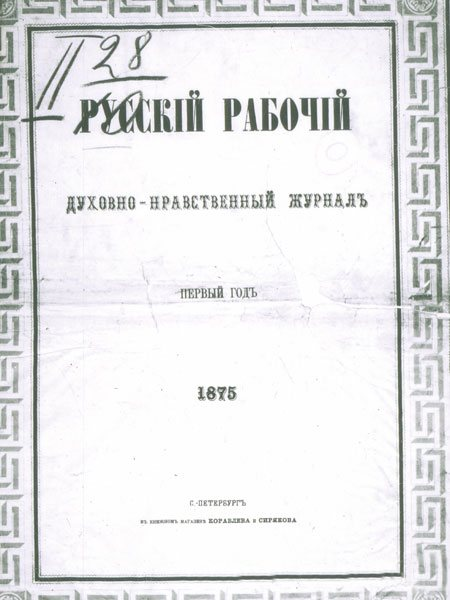
Журнал «Русский рабочий»
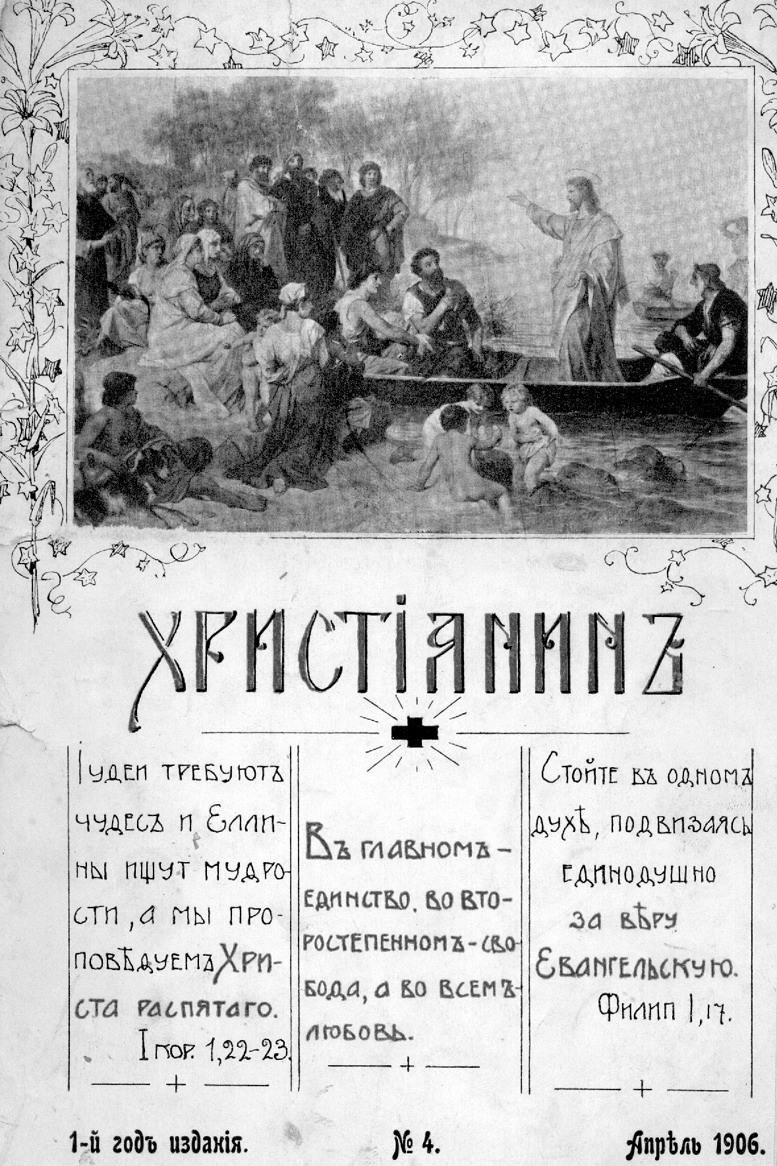
Журнал «Христианин»
Журнал «Евангельская вера»
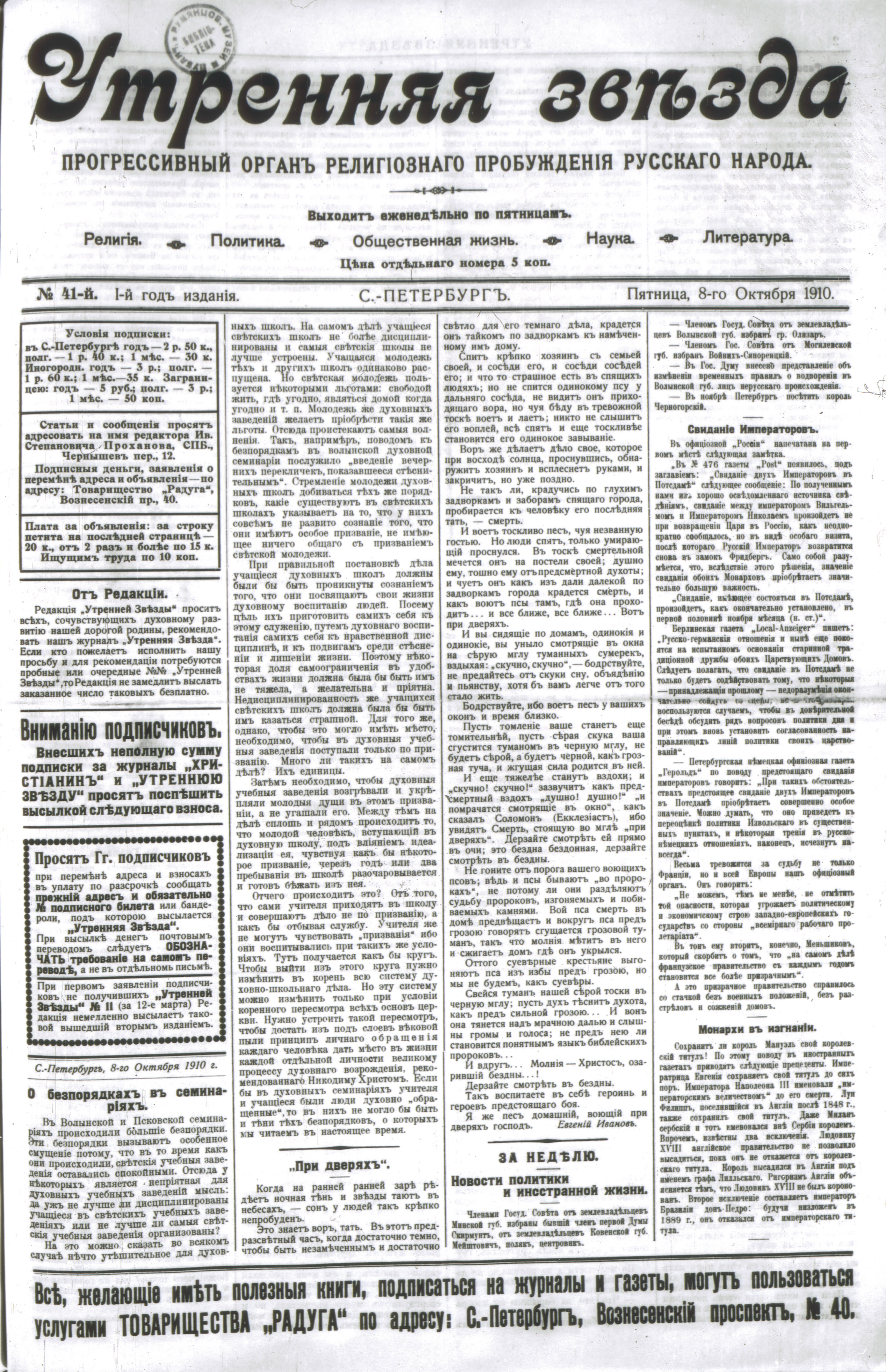
Газета «Утренняя Звезда»
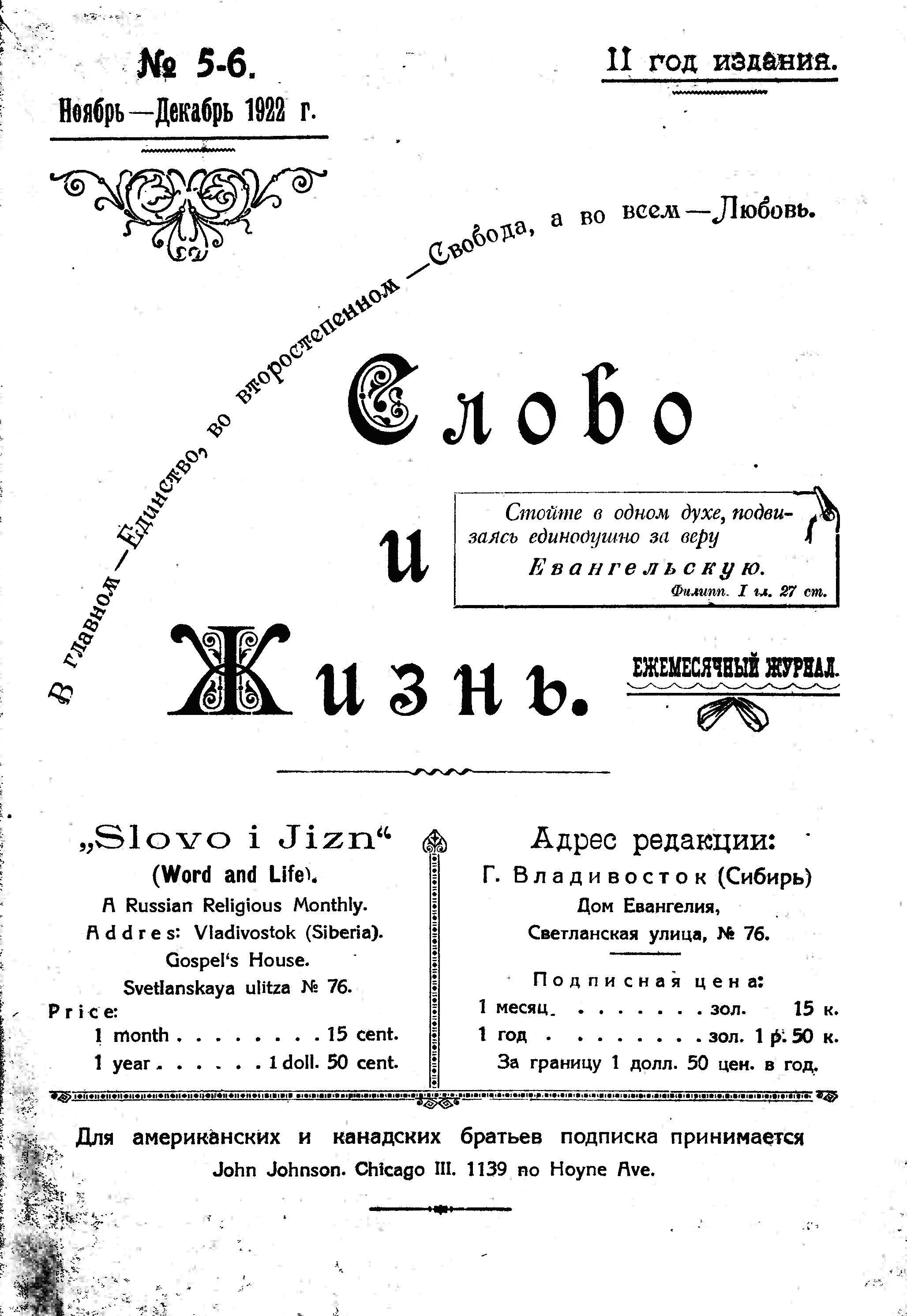
Журнал «Слово и жизнь»

## Персоналии
- Гренвиль Вальдигрев Редсток
- Василий Александрович Пашков
- Иван Вениаминович Каргель
- Иван Степанович Проханов
- Владимир Христианович Оффенберг
- Николай Елисеевич Горинович
- Алексей Павлович Бобринский
- Юлия Денисовна Засецкая
- Елизавета Ивановна Черткова
- Александр Васильевич Карев
- Александр Михайлович Максимовский

## Хронология важнейших событий истории евангельских христиан
- (1873) 1874 —  Приезд Редстока в С.-Петербург.
- 1874 —  Обращение В. А. Пашкова, М. М. Корфа, А. П. Бобринского.
- 1876 —  Утверждение Министерством внутренних дел Общества поощрения духовно-нравственного чтения, основанного В. А. Пашковым.
- 1884 —  Первый объединённый съезд евангельских христиан пашковцев, баптистов, новоменнонитов, штундистов и захаровцев в Петербурге, созванный В. А. Пашковым.
- 1884 —  Высылка из России В. А. Пашкова и М. М. Корфа.
- 1886 —  Обращение И. С. Проханова.
- 1889 —  Начало нелегального издания И. С. Прохановым журнала «Беседа» в Петербурге.
- 1892-1893  — Кратковременное пребывание В. А. Пашкова в Петербурге.
- 1895 —  Вынужденная эмиграция И. С. Проханова.
- 1898 —  Возвращение И. С. Проханова из-за границы.
- 1902 —  Издание И. С. Прохановым сборника духовных песен «Гусли».
- 1904-1905 — Образование первой общины евангельских христиан в Петербурге И. С. Прохановым.
- 1905 —  Съезд баптистов и евангельских христиан в городе Ростове-на-Дону, на котором было одобрено наименование «евангельские христиане-баптисты».
- 1905 —  Участие евангельских христиан и баптистов в первом всемирном конгрессе баптистов в Лондоне.
- 1906 —  Начало регулярного издания журнала «Христианин» И. С. Прохановым.
- 1907 —  Объединённый съезд баптистов, евангельских христиан и захаровцев в Петербурге.
- 1907 —  Образование Русского евангельского союза И. С. Прохановым.
- 1909 —  1-й Всероссийский съезд евангельских христиан в Петербурге. Основание ВСЕХ.
- 1910 —  2-й Всероссийский съезд евангельских христиан в Петербурге.
- 1911 —  3-й Всероссийский съезд евангельских христиан в Петербурге, последний в царское время.
- 1911 —  Участие баптистов и евангельских христиан во втором всемирном конгрессе баптистов в Филадельфии.
- 1912 —  Совместное совещание баптистов и евангельских христиан в городе Владикавказе.
- 1913 —  Открытие Прохановым Библейских курсов в Петербурге.
- 1917 —  Февральская революция. Возвращение из ссылки репрессированных деятелей евангельского и баптистского союзов.
- 1917 —  4-й съезд евангельских христиан в Петрограде.
- 1917 —  Октябрьская революция.
- 1917 —  5-й съезд евангельских христиан в Москве.
- 1918 —  Возникновение первых евангельско-баптистских сельскохозяйственных коммун.
- 1919 —  6-й съезд евангельских христиан в Петрограде.
- 1920 —  7-й съезд евангельских христиан в Москве, на котором обсуждался вопрос слияния двух союзов в один.
- 1921 —  8-й съезд евангельских христиан в Петрограде.
- 1922 —  Обращение И. С. Проханова к Русской православной церкви — «Евангельский клич».
- 1923 —  Участие баптистов и евангельских христиан в третьем всемирном конгрессе баптистов в Стокгольме.
- 1923 —  9-й съезд евангельских христиан в Петрограде.
- 1924 —  Объединённые Библейские курсы евангельских христиан и  баптистов в Ленинграде.
- 1924 —  Возобновление издания журнала «Христианин».
- 1924 —  Рукоположение И. С. Проханова в Праге.
- 1925 —  Возобновление работы Библейских курсов евангельских христиан в Ленинграде.
- 1926 —  10-й съезд евангельских христиан в Ленинграде.
- 1926 —  Издание ВСЕХ Библии (25 000 экз.)
- 1927 —  Издание ВСЕХ Нового Завета (25 000 экз.), Десятисборника духовных песен (25 000 экз.), Нотного десятисборника (10 000 экз.), Библии (10 000 экз.).
- 1928 —  Участие баптистов и евангельских христиан в четвёртом всемирном конгрессе баптистов в Торонто.
- 1930 —  Прекращение деятельности ВСЕХ.
- 1931 —  Восстановление ВСЕХ.
- 1932 —  Переезд канцелярии ВСЕХ из Ленинграда в Москву.
- 1942 —  Образование временного Союза евангельских христиан и баптистов в Москве.
- 1944 —  Объединение евангельских христиан и баптистов в одно братство и в один союз ВСЕХиБ.